# Verband Deutscher Sinti und Roma Landesverband Baden-Württemberg
Der Verband Deutscher Sinti und Roma, Landesverband Baden-Württemberg e.V. (VDSR BW) war bis 2021 ein Landesverband des Zentralrates Deutscher Sinti und Roma für Baden-Württemberg mit Sitz in Mannheim. Er hat seine Ursprünge in dem Engagement von Bürgerrechtlern der Deutschen Sinti und Roma, die in den 1970er Jahren vehement auf ihre Ausgrenzung und Ungleichbehandlung hingewiesen haben. Der gemeinnützige Verein wurde 1986 gegründet. Der Vorsitzende ist seit 1995 Daniel Strauß. Der Verband schloss Ende 2013 in Deutschland den ersten Staatsvertrag für die nationale Minderheit mit einem Bundesland. Teil des Vertrags war die Gründung eines Rats für die Angelegenheiten deutscher Sinti und Roma. In diesem tauschen sich sechs Vertreter des Landes (Parteien, Ministerien, Kommunen) und sechs Vertreter der Minderheit aus, um Angelegenheiten zu erörtern, gemeinsame Aufgaben und Ziele des Vertrags zu beraten und entsprechende Empfehlungen an Landesregierung sowie Landtag zu richten. Durch den Staatsvertrag wurde der Schutz und die Förderung der Minderheit auf eine verlässliche, rechtliche und finanzielle Grundlage gestellt.

## Hintergrund der Notwendigkeit eines Verbandes und eines Staatsvertrags

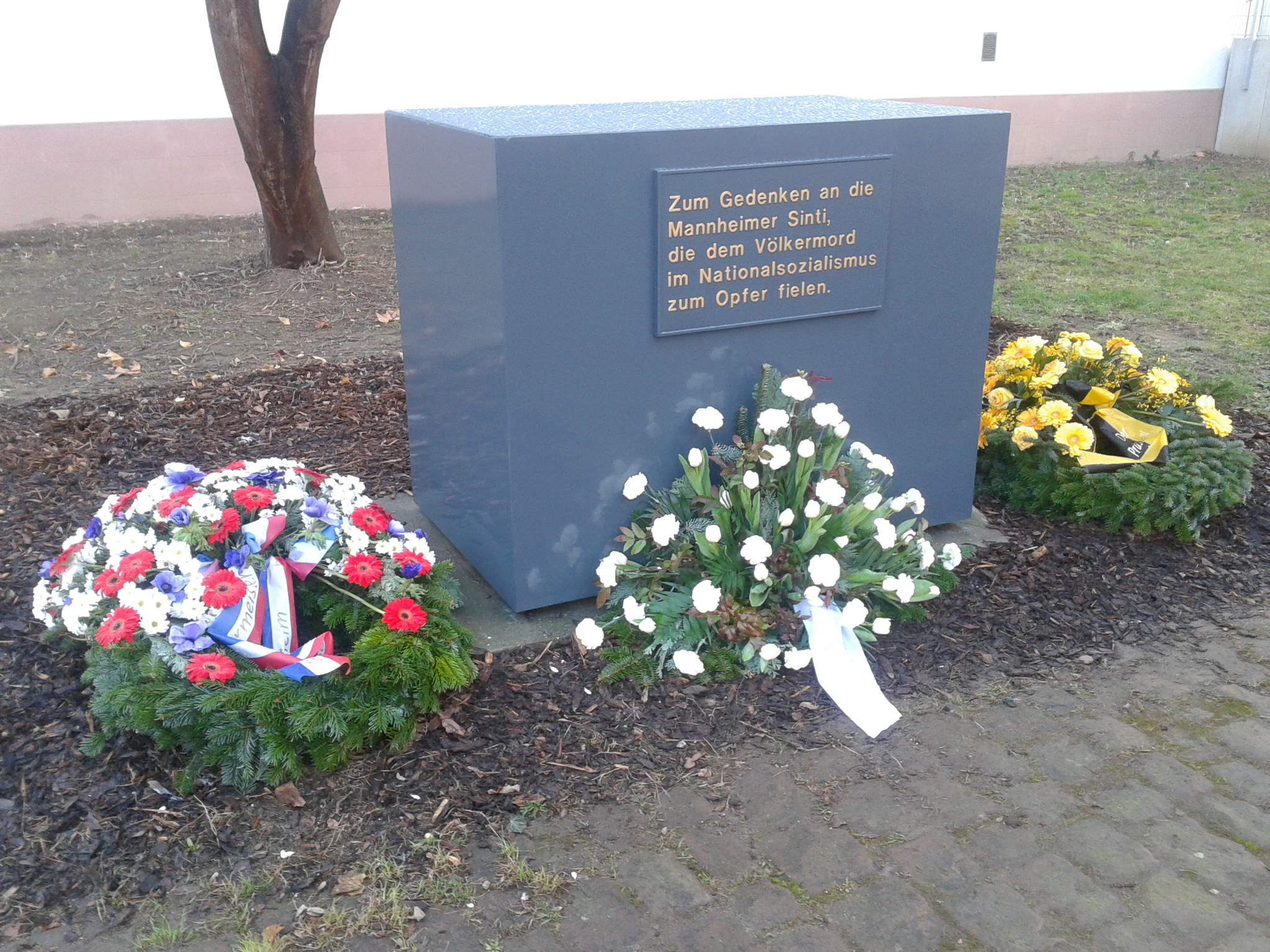
Gedenkstätte für die Mannheimer Sinti

In Baden-Württemberg leben etwa 12.000 Angehörige der Minderheit. In Deutschland und Baden-Württemberg sind Sinti und Roma seit 600 Jahren beheimatet. Neben Deutsch wird in der Regel die Minderheitensprache Romanes gesprochen. Sinti und Roma waren im Verlauf der Geschichte immer wieder Diskriminierungen und Vertreibungen ausgesetzt. Während des nationalsozialistischen Regimes wurden Sinti und Roma in den von Deutschland besetzten Gebieten mit dem Ziel der planmäßigen und endgültigen Vernichtung verfolgt. Bis zu 500.000 Sinti und Roma fielen diesem Völkermord zum Opfer. Ihr kulturelles Erbe wurde zu großen Teilen zerstört.

## Geschichte des Landesverbands
Der Landesverband Deutscher Sinti und Roma Baden-Württemberg e.V. hat seine Ursprünge in der Bürgerrechtsarbeit der Deutschen Sinti und Roma, die in den 1970er Jahren vehement auf ihre Ausgrenzung und Ungleichbehandlung hingewiesen haben. Der gemeinnützige Verein wurde 1986 gegründet.
Der Landesverband hat sich schon in den letzten Jahren verstärkt nach Mannheim ausgerichtet und möchte vor allem im Bereich Bildung und Kultur neue Akzente setzen. Mit seinen inhaltlichen Schwerpunkten, seinem Konzept und seinen Arbeitsbereichen versucht der Landesverband, dem Anspruch gerecht zu werden, die bürgerlichen Angelegenheiten von Sinti und Roma im Land umfassend zu vertreten. Der Landesverband wird durch die Landesregierung Baden-Württemberg gefördert. Als bürgerrechtliches Beratungsbüro ist der Landesverband zugleich Dialogpartner der Institutionen des öffentlichen Lebens der Mehrheitsgesellschaft.
Mit dem am 28. November 2013 unterzeichneten Vertrag des Landes Baden-Württemberg mit dem VDSR BW wurde die Beziehung des Landes zur nationalen Minderheit der deutschen Sinti und Roma in Baden-Württemberg auf eine verlässliche, rechtliche und finanzielle Grundlage gestellt. Der Vertrag wurde für eine Dauer von fünf Jahren beschlossen. Ende 2018 wird voraussichtlich ein neuer Staatsvertrag abgeschlossen.
Deutschland ist regelmäßig aufgefordert, im Rahmen von Fortschrittsberichten zum Rahmenübereinkommen des Europarates, zur Europäischen Charta der Regional- und Minderheitensprachen und zum EU-Rahmen für nationale Strategien zur Integration der Roma über den Schutz und die Förderung der Minderheit zu berichten. Teil dieser Berichte ist hierbei die baden-württembergische Minderheitenpolitik.

## Aufgabenfelder des Landesverbands
Die Aufgaben, die sich der Landesverband stellt, bestehen zum einen in der Aufarbeitung und Dokumentation der historischen Ereignisse der Verfolgungsgeschichte von Sinti und Roma auf lokaler und regionaler Ebene und in der Gedenkstättenarbeit.
Auf die Gegenwart und Zukunft bezieht sich die Öffentlichkeitsarbeit des Verbandes gegen Diskriminierung und Benachteiligung von Sinti und Roma, Informationsarbeit gegen antiziganistische Vorurteile und kulturelle Arbeit. Sie besteht vor allem in der Rekonstruktion und Bewahrung der in der Zeit des Nationalsozialismus zerstörten Kultur von Sinti und Roma sowie in der Förderung und Entwicklung eigenständiger kultureller Identität und Förderung der Sprache Romanes. Ein wichtiges Ziel ist die Förderung und Herstellung von Chancengleichheit in Bildung und Beruf. In verschiedenen Städten Baden-Württembergs führt der Verband Informationsveranstaltungen durch und er initiiert bestimmte Tagungen und Fortbildungen. Auch engagiert er sich in der Fortbildung und Beratung von Lehrern, Studenten und Schülern.
Recherche und Dokumentation der verschiedenen sozialen und bürgerlichen Themenbereiche der Minderheit sind ein weiteres Themenfeld. Hierbei werden Projekte im Bereich Bildung, Jugend und Wohnen initiiert.
Konkrete Einzelfallbearbeitung in allen sozialen- und bürgerlichen Lebenslagen der Minderheit (Arbeit, Existenz, Bildung, Wohnen, Soziales, Staatsbürgerschaft, Wehrdienst etc.) wird vor allem in der Beratungsstelle des Verbandes durchgeführt. Auch werden Sinti-und-Roma-NGOs bei Bedarf beraten.

### Beratungsstelle für gleichberechtigte Teilhabe
Der Abschluss des Staatsvertrages zwischen dem Land Baden-Württemberg und dem Verband Deutscher Sinti und Roma Baden-Württemberg im Jahr 2013 ermöglichte erstmals in Deutschland die Bildung einer kontinuierlich betriebenen Beratungsstelle aus der Minderheit heraus, speziell für den Themenbereich bleibeberechtigte Roma.
Die Beratungsstelle für gleichberechtigte Teilhabe ist eine Anlaufstelle für deutsche Sinti und Roma sowie für nichtdeutsche Roma in Baden-Württemberg. Die Klienten werden in ihren individuellen Anliegen unterstützt und beraten. Die Beratungsstelle agiert dabei politisch unabhängig. Im Jahre 2016 haben vermehrt Roma aus Südosteuropa sowie Organisationen, die mit der Betreuung und Beratung von Roma betraut sind, die Beratungsstelle aufgesucht. Das Thema „sichere Herkunftsstaaten“ wurde im Beratungsalltag durch konkrete Abschiebefälle sichtbar.
Um ein besseres Bild über die Verhältnisse in den Herkunftsstaaten zu gewinnen, steht die Beratungsstelle in Kontakt mit Organisationen aus Serbien und Mazedonien.
Jährlich finden in den Räumlichkeiten der Beratungsstelle Informationstage statt. Hierbei werden Betroffene und Interessierte über die aktuellen Themen der Beratungsstelle informiert. Auch bietet die Beratungsstelle Vorträge zu folgenden Themen an: zugewanderte Roma aus den EU-Staaten, aktuelle Situation der Flüchtlingsroma aus den West-Balkanstaaten, Integrations- und Lebenswirklichkeiten der bleibeberechtigten Roma in Deutschland.

## Der erste Staatsvertrag in Deutschland für die nationale Minderheit
Die Minderheit der deutschen Sinti und Roma ist durch das Rahmenübereinkommen des Europarates zum Schutz nationaler Minderheiten eine von insgesamt vier anerkannten nationalen Minderheiten. Die Anerkennung erfolgte durch die Bundesrepublik Deutschland 1997. Der Schutz und die Förderung der deutschen Sinti und Roma in Baden-Württemberg beruht auf dem Bewusstsein geschichtlicher Verantwortung und der Anerkennung der Verpflichtungen aus dem Rahmenübereinkommen des Europarates zum Schutz nationaler Minderheiten und der Europäischen Charta der Regional- und Minderheitensprachen. Der Vertrag wurde am 28. November 2013 von Ministerpräsident Winfried Kretschmann und Daniel Strauß, dem Vorsitzender des Verbands Deutscher Sinti und Roma Landesverband Baden-Württemberg, unterzeichnet.
Gefördert werden durch das Land:
- der Betrieb der Geschäftsstelle des VDSR BW
- die Beratungsstelle für gleichberechtigte Teilhabe in den Bereichen Soziales, Arbeit, Bildung; mit Schwerpunkt Integration bleibeberechtigter Roma
- der Auf- und Ausbau von neuen strukturellen Aufgaben und Zielen, die im Vertrag  verankert sind

Um die Arbeit des VDSR BW zu gewährleisten, stellt das Land jährlich eine Finanzierung.

### Hintergrund des abgeschlossenen Staatsvertrags
Sinti und Roma gehören seit mehr als 600 Jahren zur Kultur und Gesellschaft des heutigen Landes Baden-Württemberg. Sie sind eine anerkannte nationale Minderheit der Bundesrepublik Deutschland. Ihre Sprache und Kultur sind durch deutsches und europäisches Recht geschützt. Die Ausgrenzung und Benachteiligung von Sinti und Roma reichen zurück bis in das Mittelalter. Die grausame Verfolgung und der Völkermord durch das nationalsozialistische Regime brachten unermessliches Leid über Sinti und Roma in unserem Land und zeitigen Folgen bis heute. Dieses Unrecht ist erst beschämend spät politisch anerkannt und noch nicht ausreichend aufgearbeitet worden. Auch der Antiziganismus ist noch immer existent und nicht überwunden.
Der Staatsvertrag wurde im Bewusstsein geschlossen, dieser besonderen geschichtlichen Verantwortung gegenüber Sinti und Roma als Bürger unseres Landes gerecht zu werden. Er ist geleitet von dem Wunsch und Willen, das freundschaftliche Zusammenleben zu fördern. Das gemeinsame Ziel des Landes und des VDSR BW ist es hierbei, jeglichen Diskriminierungen von Angehörigen der Minderheit entgegenzuwirken und den gesellschaftlichen Antiziganismus wirksam zu bekämpfen. Gemeinsam soll das gesellschaftliche Miteinander unter Achtung der ethnischen, kulturellen, sprachlichen und religiösen Identität der Sinti und Roma kontinuierlich verbessert werden. Die Verpflichtungen aus dem Rahmenübereinkommen des Europarates zum Schutz nationaler Minderheiten und der Europäischen Charta der Regional- oder Minderheitensprachen mündeten in den Staatsvertrag.

### Aufgaben und Ziele des ersten Staatsvertrags (gültig bis Ende 2018)
- a) Förderung der kulturellen Identität
- b) Förderung der Erinnerungs- und Gedenkarbeit
- c) Bildungsberatung
- d) Beratungsstelle für gleichberechtigte Teilhabe mit dem Schwerpunkt Beratung von bleiberechtigten Roma
- e) Erhalt und Pflege von Grabstätten, derjenigen Sinti und Roma, die im Nationalsozialismus  verfolgt wurden und erst nach 1952 verstorben sind und damit nicht unter die Regelung des Kriegsgräbergesetzes fallen
- f) Einbindung der Thematik Sinti und Roma in die neuen Bildungspläne
- g) Die Entwicklung und Einrichtung einer Forschungsstelle zum Thema Antiziganismus / Strategien gegen Antiziganismus
- h) Die Entwicklung und Einrichtung einer Forschungsstelle zur Geschichte und Kultur der Sinti und Roma
- i) Intensivierung der Zusammenarbeit mit den Bildungseinrichtungen des Landes, sowie der  Landeszentrale für politische Bildung
- j) Vertretung der Sinti und Roma im Medienbereich
- k) Einrichtung und Zusammenarbeit mit dem Rat für die Angelegenheiten deutscher Sinti und Roma in Baden-Württemberg

(Quelle:)

### Rat für die Angelegenheiten deutscher Sinti und Roma in Baden-Württemberg
Der Rat für die Angelegenheiten deutscher Sinti und Roma hat die Aufgabe, die Angelegenheiten der Sinti und Roma in Baden-Württemberg zu erörtern, gemeinsame Aufgaben und Ziele des Vertrags zu beraten und entsprechende Empfehlungen an Landesregierung sowie Landtag zu richten. Der Rat besteht aus sechs Vertretern des Landes. Dazu gehören zwei Vertreter des Landtags, ein Vertreter des Ministeriums für Kultus, Jugend und Sport, ein Vertreter des Ministeriums für Soziales und Integration und ein Vertreter der kommunalen Landesverbände sowie einem stellvertretenden Mitglied unter anderem aus dem Ministerium für Inneres und Digitalisierung und dem Ministerium für Wissenschaft, Forschung und Kunst, sowie ebenfalls sechs Vertreter der Sinti und Roma in Baden-Württemberg. Die Koordination übernimmt das Staatsministerium. Seit 17. Januar 2017 hat diese Position die Staatssekretärin Theresa Schopper inne. Einmal jährlich wird dem Landtag ein Bericht über die Arbeit des Rats vorgelegt.

### Zukunftsperspektiven
Die Landesregierung und der VDSR BW streben eine Weiterentwicklung des Staatsvertrags an. Beispiele sind der Erhalt und Pflege von Grabstätten NS-verfolgter Sinti oder Roma, eine Einbindung der Thematik Sinti und Roma in die Bildungspläne sowie die Entwicklung der Forschungsstelle Antiziganismus.